# Léon Jeck
Léon Jeck (Ans, 1947. február 9. – 2007. június 24.) belga válogatott labdarúgó.
A belga válogatott tagjaként részt vett az 1970-es világbajnokságon.

## Sikerei, díjai
Standard Liège
- Belga bajnok (3): 1969, 1970, 1971
- Belga kupa (2): 1966, 1967